# Kodeks 0283
Kodeks 0283 (Gregory-Aland no. 0283) – grecko-arabski kodeks uncjalny Nowego Testamentu na pergaminie, datowany metodą paleograficzną na IX wiek. Rękopis jest przechowywany na Synaju. Tekst rękopisu nie jest wykorzystywany we współczesnych wydaniach greckiego Nowego Testamentu. 

## Opis
Zachowało się 15 pergaminowych kart rękopisu z greckim oraz arabskim tekstem Ewangelii Marka (2,21-3,18; 5,9-13.31-36; 6,9-13.39-40; 9,20-24.44-47; 14,54-62; 15,6-15). Karty mają rozmiar 21,5 na 23 cm. Tekst jest pisany dwoma kolumnami na stronę, 22 linijek tekstu na stronę. 
Przekład arabski jest bliski tekstowi greckiemu. 

## Historia
INTF datuje rękopis 0283 na IX wiek . 
Rękopis został znaleziony w maju 1975 roku podczas prac restauracyjnych w klasztorze wraz z wieloma innymi rękopisami . Na listę greckich rękopisów Nowego Testamentu wciągnął go Kurt Aland, oznaczając go przy pomocy siglum 0283. Został uwzględniony w II wydaniu Kurzgefasste.
Rękopis nie jest wykorzystywany we współczesnych wydaniach greckiego Nowego Testamentu (NA27, NA28, UBS4). 
Rękopis jest przechowywany w Klasztorze Świętej Katarzyny (N.E. ΜΓ 47) na Synaju .